# Ningbingia australis
Ningbingia australis är en snäckart som beskrevs av Alan Solem 1981. Ningbingia australis ingår i släktet Ningbingia och familjen Camaenidae. IUCN kategoriserar arten globalt som sårbar.

## Underarter
Arten delas in i följande underarter:
- N. a. australis
- N. a. elongata